# アヴァランチ湖 (ニューヨーク州)
アヴァランチ湖（英語：Avalanche Lake）は、アメリカ合衆国ニューヨーク州のアディロンダック高峰にある9エーカー（3.6ha）の湖である。湖は、標高4,714フィート（1,437m）のコールデン山と3,816フィート（1,163m）のアヴァランチ山の間の、2,885フィート（879m）地点に位置する。2つの山は、湖に面する垂直な崖の上にある。アヴァランチ山（カリブー山としても知られる）のすぐ西には、マッキンタイヤー山脈 — 標高5,115フィート（1,559m）のアルゴンキン山（州で2番目に高い）、標高4,829フィート（1,472m）のバウンダリー山、標高4,843フィート（1,476m）のイロコイ山、標高4,380フィート（1,335m）のマーシャル山がある。マーシー山へは東へ2.5マイル（4㎞）である。アヴァランチ湖の下流には、コールデン湖がある。アディロンダック・ロッジからコールデン湖を過ぎるトレイルは、巨石でいっぱいであり、通行を可能にするため、多くの木製の梯子がつくられている。さらに、1920年代に最初に建造された、崖の表面に直接ボルトで付けられた木製のトレイルが3つある。

## 歴史
ジョン・リチャード裁判官、政治家ルーベン・サンフォード率いる測量隊により、1833年、ヨーロッパ人により、湖が最初に発見された。湖は、ウィリアム・チャールズ・レッドフィールドによって名付けられた。1869年8月20日、コールデン山の地滑りで大規模な雪崩が発生した。この土砂により、湖の水位が上がった。1942年には、さらに別の雪崩が発生し、水面が10フィート（3m）上がった。

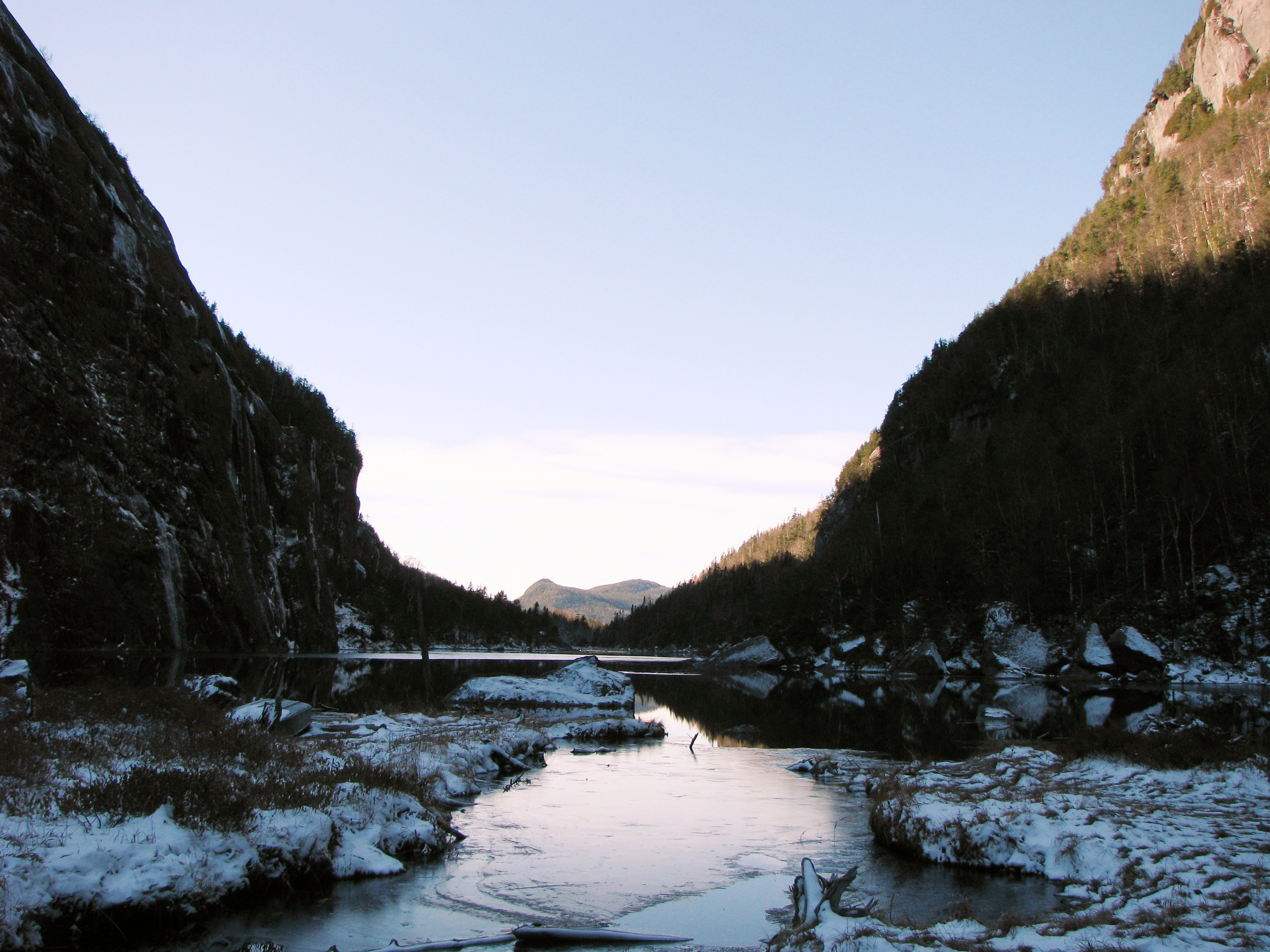
南西から見たアヴァランチ湖。左にコールデン山、右にアヴァランチ山、中央にカラミティ山がある。